# Геокріологія
Геокріологія (англ. geocryology; нім. Geokryologie f, Frostbodenkunde f) — наука про мерзлі ґрунти та гірські породи. Вивчає їх походження, історію розвитку, умови існування, будову й властивості та явища, пов'язані з процесами промерзання, відтавання і діаґенезу мерзлих товщ. Досліджує геофізичні і геологічні закономірності формування й розвитку сезонно- та «вічномерзлих», морозних і талих гірських порід, що складають кріолітозону.
Геокріологію підрозділяють на:
- загальну,
- регіональну,
- історичну,
- термодинаміку мерзлих товщ,
- фізику і механіку мерзлих гірських порід та льоду,
- інженерну,
- вчення про підземні води кріолітозони,
- кріолітологію,
- меліоративну.

Методи геокріології передбачають геокріологічну зйомку і складання геокріологічних карт, а також стаціонарні природні спостереження за геотермічним режимом мерзлих товщ, сезонним промерзанням і відтаванням, кріогенними процесами і явищами.